# GOLDEN☆BEST 原田真二 1992-1996 SHINE THE LIGHT COLLECTION
『GOLDEN☆BEST 原田真二 1992-1996 SHINE THE LIGHT COLLECTION』（ゴールデン☆ベスト・シャイン・ザ・ライト・コレクション）は、2005年1月26日に発売された原田真二の通算13作目のベスト・アルバム。

## 概要
- 帯コピー：「てぃーんず ぶるーす」や「キャンディ」といった衝撃的デビュー作品や「フライデー ナイト レビュー」「パイナップル アイランド」ほか提供曲のセルフカヴァー、ライヴ演奏曲を中心に選曲したソングライター原田真二の魅力を伝える90年代ベスト。
- 原田真二のゴールデン☆ベストシリーズ第3弾は、 1992年から1996年まで在籍した日本コロムビア時代、このシリーズの中では最も新しい1990年代の原田真二の作品からセレクトしたベスト盤。
- このゴールデン☆ベストのシリーズは、各レコード会社 各アーティスト合同で行われている復刻CD企画であるが、原田版は継続企画として、時代別に下記4作品が順を追って発売された（NECアベニュー時代の作品 (1988年 - 1991年) のみ未発売）。
- 選曲・構成・解説はオリコン・エンタテインメント社の竹部吉晃。ブックレットに解説書が付いている。
- 「てぃーんず ぶるーす」「キャンディ」「LIFE」はアルバム『unplugged』からのアコースティックバージョンで収録。

## 収録曲
- 全曲作詞・作曲・編曲（特記以外）： 原田真二
- ★=アルバム初収録曲

1. Friday Night Club Special
2. フライデー ナイト レビュー　※ 吉川晃司への提供曲
  - 作詞：安藤秀樹
3. さよならのわけもきかないで（Don't Cry,Baby）
4. 波を聴いた夜-Love Affair-　※ ロッテチョコレート「ラミー&バッカス」CMソング
5. パイナップルアイランド （英語バージョン）　※ 松田聖子への提供曲
  - 作詞：松本隆 / 英語詞：メアリースティクルス
6. LIFE　（アンプラグド）
7. てぃーんず ぶるーす　（アンプラグド）　
  - 作詞：松本隆
8. キャンディ　（アンプラグド）　
  - 作詞：松本隆
9. 生命交響楽　★　※ TBS「いのちの響 生命交響楽」主題歌
10. ひろしまから始めよう　★
  - 作詞：筧章男 ・原田真二
11. LOVE MIRACLE　★　※ セガサターン「ナイトゥルース」テーマソング
12. Miracle love
13. Healing the World
14. Heart Aid
15. Honey Christmas
16. 下柚木の丘はいつだって　★　※ 八王子市立下柚木小学校校歌

## 関連作品
原田真二ゴールデン☆ベスト シリーズ
- 第1弾 2002年発売 (1977-1979) GOLDEN☆BEST 原田真二 OUR SONG〜彼の歌は君の歌〜
- 第2弾 2003年発売 (1983-1987) GOLDEN☆BEST 原田真二 Legendary Hits 80's
- 第3弾 2005年発売 (1992-1996) GOLDEN☆BEST 原田真二 1992-1996 SHINE THE LIGHT COLLECTION
- 第4弾 2006年発売 (1980-1981) GOLDEN☆BEST 原田真二&クライシス LIFE〜ポリドール・イヤーズ 1980-1981

デビューアルバム復刻
- 2007年発売 (1978) Feel Happy 2007〜Debut 30th Anniversary〜

レーベル別完全盤
- 2007年発売 (1980-1981) 原田真二&クライシス ポリドール・イヤーズ完全盤
- 2012年発売 (1977-1979) (1983-1987) 原田真二 35th Anniversary BOX＜コンプリート FOR LIFE Years＞

ライブビデオ
- 2005年発売　OUR SONG and all of you (ライヴ・アット・武道館)
- 2013年発売　Shinji Harada 35th Anniverary Special Live!! "The Load to the Light 1st Stage Final"